# Urovesa
Die Urovasa, abgeleitet von URO Vehículos Especiales, S.A., ist ein spanischer Hersteller von Spezialfahrzeugen mit Hauptsitz in Santiago de Compostela. Das Unternehmen wurde 1981 von Angestellten des Nutzfahrzeugherstellers IPV aus der Provinz Lugo gegründet und entwickelte sich in den folgenden Jahren zu einem wichtigen Hersteller für allradgetriebene Fahrzeuge für die zivile und militärische Verwendung. Im Jahr 1984 gewann UROVESA seine erste Ausschreibung zur Belieferung des spanischen Militärs und belieferte fortan das Ejército de Tierra mit geländegängigen Militärfahrzeugen.
Der URO VAMTAC, der äußerlich stark dem US-amerikanischen Humvee ähnelt, wird seit 1998 in Serie produziert. Das assoziierte Unternehmen UROMAC ist auf die Fertigung von Zweiwegefahrzeugen spezialisiert und produziert überdies eine Reihe von Muldenkippern und Gabelstaplern.
Uro ist der spanische Name für den Auerochsen.

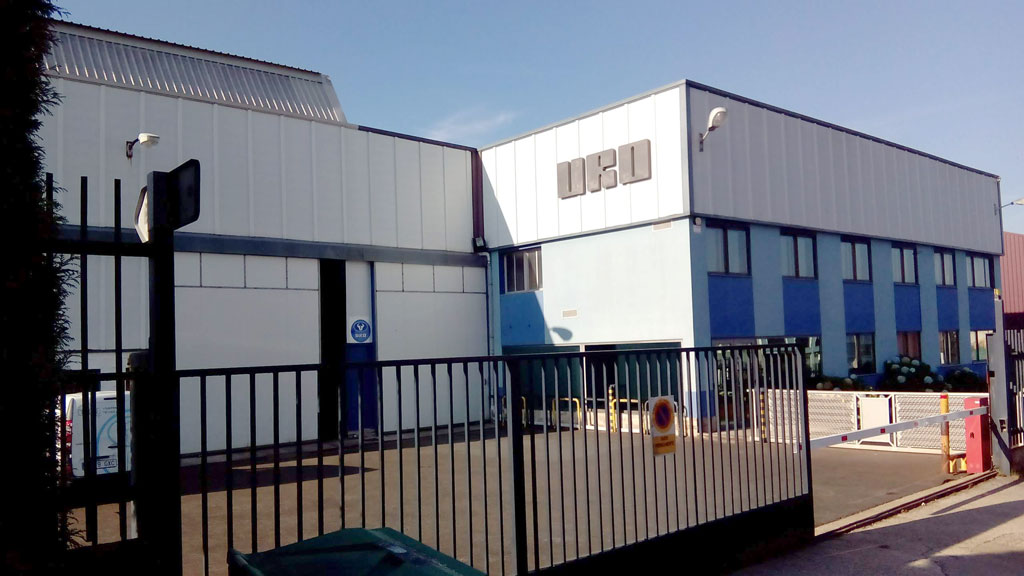
Werkshalle in Santiago de Compostela
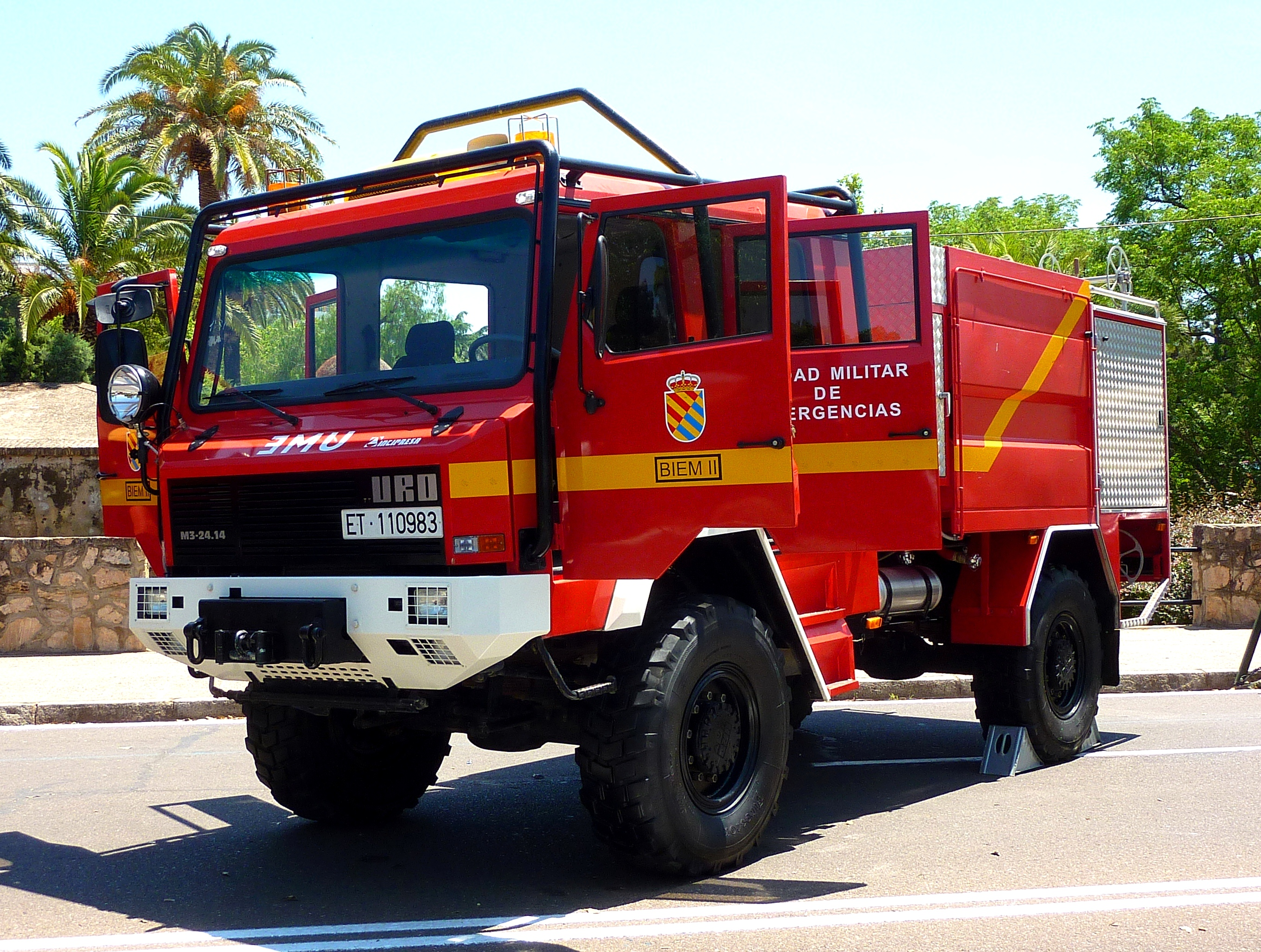
URO M3-24.14 der militärischen Feuerwehr
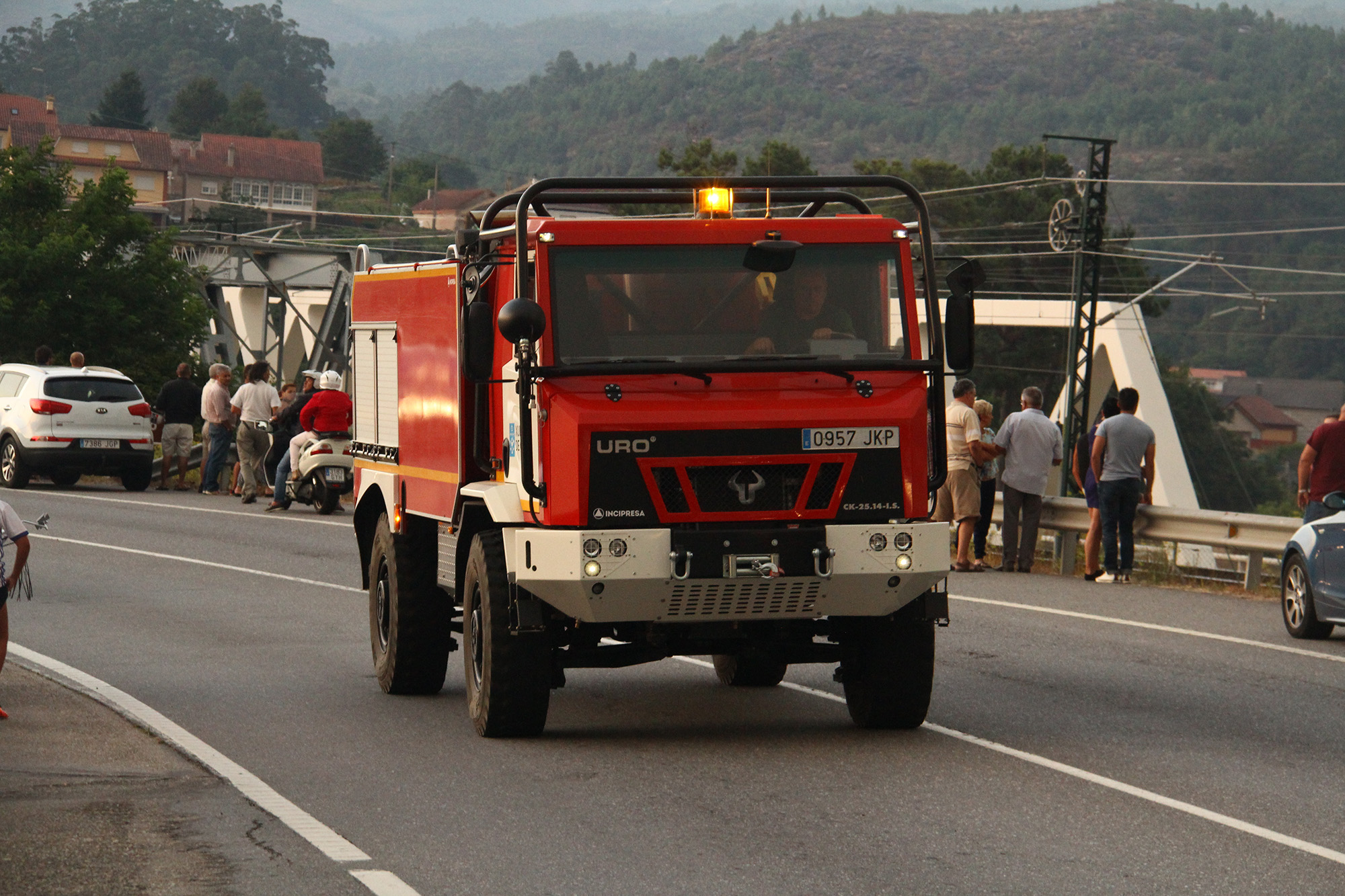
Zur Waldbrandbekämpfung eingesetzter URO
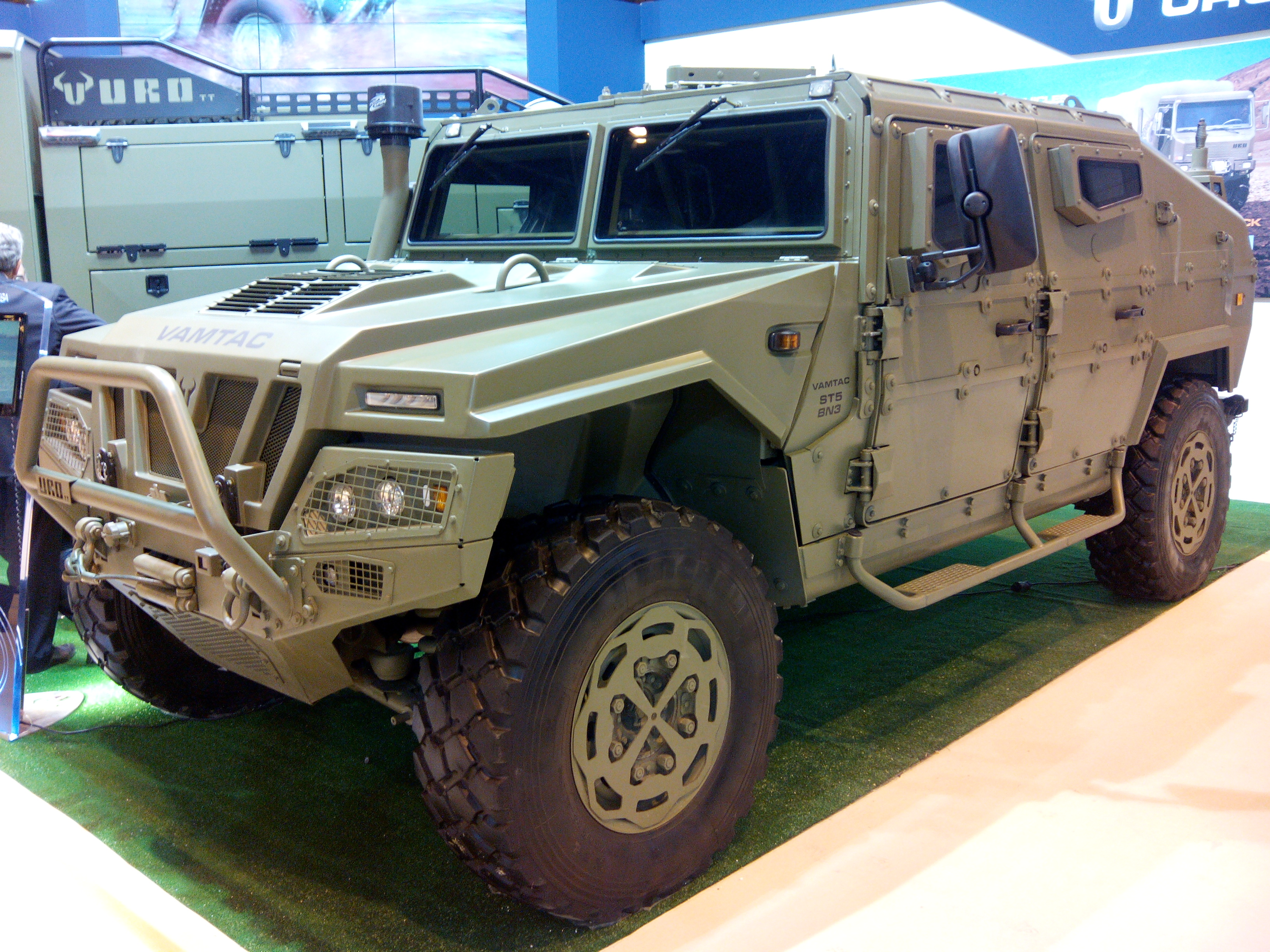
URO VAMTAC
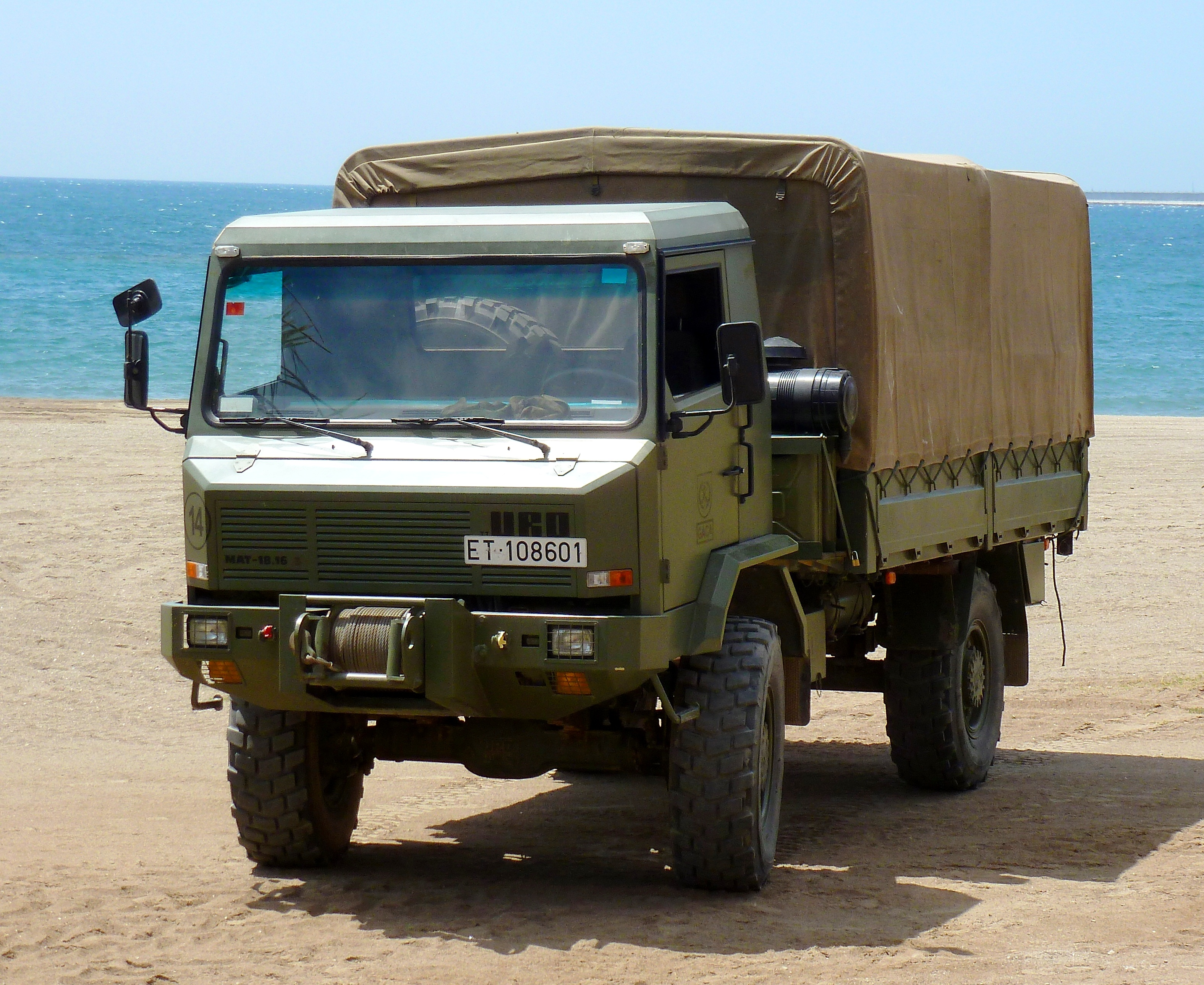
URO MAT-18.16 des spanischen Heeres
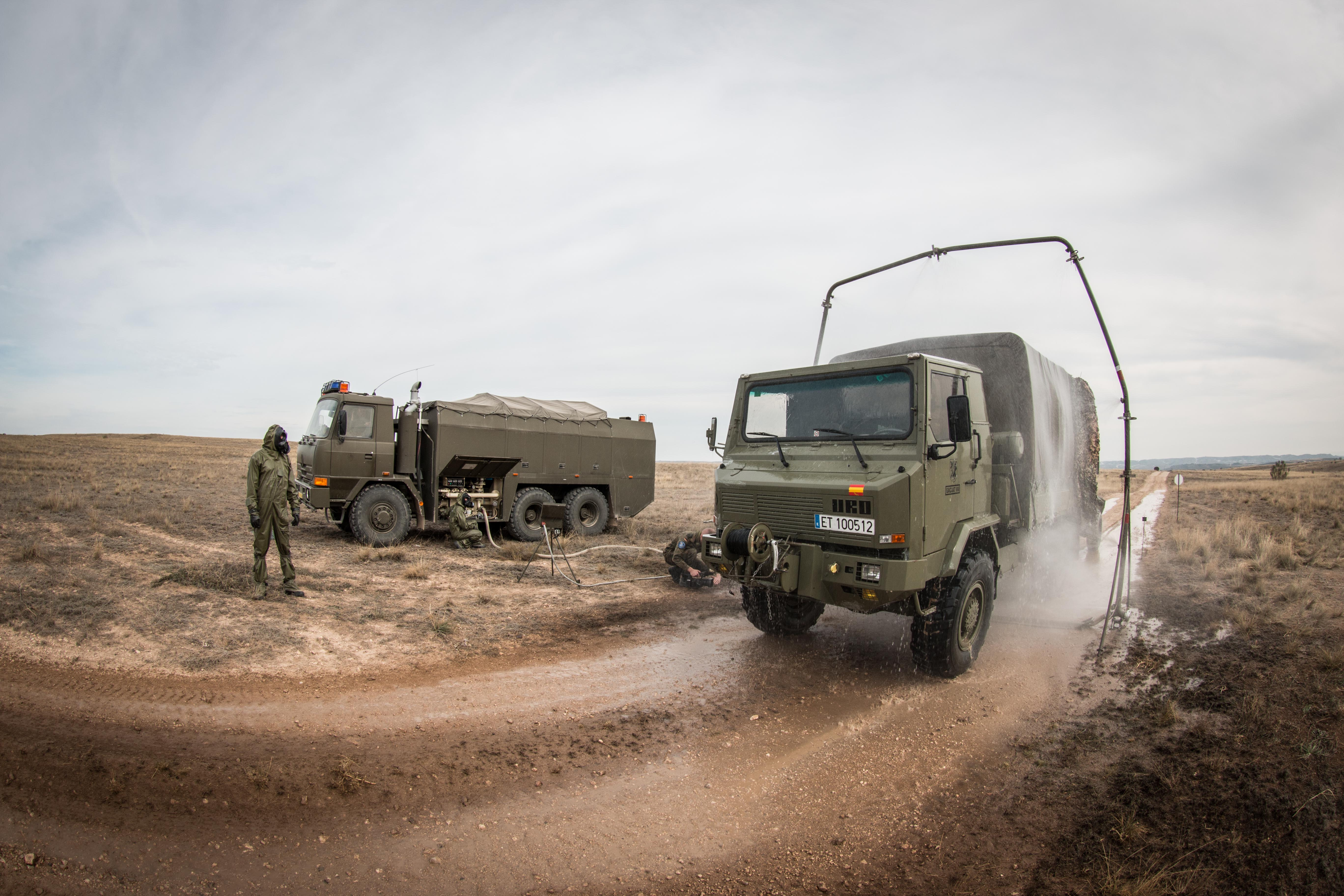
URO-Fahrzeug während Dekon-Arbeiten anlässlich des Trident-Juncture-Manövers 2015